# Pro-Gaming (Clan)
pro-Gaming (kurz pG) war ein deutscher E-Sport-Clan, der 1998 unter dem Namen Dark Elite Forces als StarCraft-Clan gegründet wurde. Für längere Zeit gehörte pro-Gaming zu den wichtigsten Akteuren im deutschen E-Sport. Zu den größten Erfolgen zählen mehrere Goldmedaillen bei den World Cyber Games sowie drei Meisterschaften in der ESL Pro Series in den Kategorien Jedi Knight II (2002), Warcraft III (2003) und FIFA (2004).
Anfang 2005 wurde der Clan nach mehreren Skandalen und Fehlschlägen aufgelöst. Kurze Zeit später wurde in Form von pro-Gaming.live ein nicht-legitimer Nachfolger unter neuem Management gegründet, der nach einem Jahr ebenfalls geschlossen wurde.

## Geschichte

### pro-Gaming
Die Gründung von pro-Gaming, damals noch ein reiner StarCraft-Clan, fand am 6. Dezember 1998 unter dem Namen „Dark Elite Forces“, abgekürzt als „[DEF]“, statt. Nach kurzer Zeit wurde der Clan als bester deutscher StarCraft-Clan angesehen.
Durch den Erfolg wurden auch die Ziele des Clans höher gesetzt und so versuchte man im Jahr 2000, ein internationales StarCraft-Portal mit der Kurzbezeichnung iDEF aufzubauen, auf dem sich die Topspieler der Szene vereinen sollten. Das Projekt scheiterte jedoch. Dennoch wurde man nun auch in Südkorea, das schon damals als bedeutendste StarCraft-Nation galt, immer erfolgreicher.
Zwei Jahre nach der Gründung folgte schließlich die Umbenennung in pro-Gaming. Der Clan gilt als erster echter Multigamingclan, sprich ein Clan, der sich auf mehrere Spiele spezialisiert und mehrere Sektionen unter einem Management vereint.
Dem Clan gelang es schnell, zusätzliche Mannschaften für bspw. FIFA und Age of Empires auf die Beine zu stellen, da pro-Gaming zu diesem Zeitpunkt der einzige deutsche Clan war, der ein entsprechendes professionelles Umfeld bieten konnte. Dadurch gelang es dem Clan, einige der besten Spieler für sich zu gewinnen. Für kurze Zeit gelang es pro-Gaming auch, den erfolgreichen deutschen Counter-Strike-Clan TAMM zu integrieren, wegen heftiger Differenzen trennte man sich jedoch kurze Zeit später wieder.
Im Jahr 2001 konnte der Clan mehrere Sponsoren für sich gewinnen, wodurch die private Finanzierung wegfiel. So übernahmen der koreanische Großkonzern Samsung und das Unternehmen Ministry of Games, damals unter anderem Teilhaber der Netzstatt Gaming League, die wirtschaftliche Steuerung des Projekts pro-Gaming. Auf Messen wie der Ars Electronica oder der damals noch weltgrößten Spielemesse, der E3 in Los Angeles, war pro-Gaming ebenfalls mit einem Messestand vertreten.
Das Jahr 2003 gilt allgemein als Höhepunkt des Clans. So konnte das pro-Gaming-Mitglied Frederik „FiSheYe“ Keitel auf den World Cyber Games die Silbermedaille in der Disziplin StarCraft gewinnen, Andrew „fire_de“ Regendantz sicherte sich in Age of Mythology Gold und in der Kategorie FIFA 1on1 konnten die beiden pro-Gaming-Spieler Dennis „styla“ und Daniel „hero“ Schellhase beide das Finale erreichen. Zusätzlich gewannen die beiden FIFA-Twins als Team im 2on2 ebenfalls die Goldmedaille.
Im Laufe der Zeit kam es allerdings immer wieder zu Betrugsvorwürfen gegen den Clan. So stand vor allem das Counter-Strike-Team unter Cheating-Verdacht, aber auch andere Spieler hatten mit derartigen Vorwürfen zu kämpfen. Im Vorfeld der CPL Winter 2004 in Dallas kam es zudem zu Auseinandersetzungen mit dem Management. So hieß es, es sei versäumt worden, rechtzeitig Flugtickets zu erwerben. Infolgedessen verließ die Mannschaft den Clan. Einige Zeit später zerbrach auch das FIFA-Team und immer mehr Spieler wandten sich ab. Daraufhin wurde das Projekt pro-Gaming geschlossen.

### pro-Gaming.live
Kurze Zeit später kam es zu einer Wiedereröffnung unter neuer Leitung. Um einen Rechtsstreit zu vermeiden, wurde das Projekt nach der Trennung von der administrativen Leitung, die weiterhin die Markenrechte an pro-Gaming besaß, in proGaming.live umbenannt.
Im Jahr 2005, vor der siebten Saison der ESL Pro Series, wurde harsche Kritik gegenüber einigen Spielern von pro-Gaming.live geäußert, erneute Cheating-Vorwürfe keimten auf. Der Saisonstart verlief tatsächlich erfolgreich, pG.live konnte gleich mehrere hochklassige Gegner besiegen.
Ende September wurde pG-Spieler Eduard „eddy“ Schmidt im Rahmen des von counterstrike.de veranstalteten Logitech-Online-Cups in Rücksprache mit der Electronic Sports League des Betrugs überführt. Die Untersuchung durch eine Expertenkommission soll ergeben haben, dass er einen sogenannten Wallhack benutzt habe. Eindeutige Beweise blieben allerdings aus. Infolgedessen wurde der betroffene Spieler wegen Cheatens in einer Fremdliga für zwei Jahre in der Electronic Sports League gesperrt und pro-Gaming.live aus der laufenden Saison ausgeschlossen. Schmidt bestreitet bis heute, zu unerlaubten Hilfsmitteln gegriffen zu haben und beteuert seine Unschuld.
Als Folge dieser Ereignisse wurde das Projekt pro-Gaming.live endgültig geschlossen.

## Wichtige ehemalige Spieler (Auszug)

### Warcraft III
- Iain „TillerMaN“ Girdwood

### FIFA
- Daniel „hero“ Schellhase
- Dennis „styla“ Schellhase
- Alexander „gamerno1“ Holzhammer

### StarCraft/Broodwar
- Marius „grandmaster“ Altmann